# Of Mice and Men
«Of Mice and Men» — сингл американской хеви-метал-группы Megadeth с альбома The System Has Failed 2004 года. Песня заняла 39-ю строчку в чарте Mainstream Rock Tracks.

## Тематика лирики
Песня «Of Mice and Men» автобиографична. Она рассказывает о жизни Дэйва Мастейна в возрасте от 17 до 25 лет. Название взято из одноименного романа.

## Музыкальное видео
В клипе снялись члены постоянного состава группы (в отличие от предыдущего клипа «Die Dead Enough») — Дэйв Мастейн, Шон Дровер, Глен Дровер и Джеймс Макдонау. Бо́льшая часть видео была снята 20 января 2005 года в Лос-Анджелесе.

## Позиции в чартах
| Год  | Сингл             | Чарт                   | Позиция |
| ---- | ----------------- | ---------------------- | ------- |
| 2004 | «Of Mice and Men» | Mainstream Rock Tracks | 39      |

## Список композиций
1. «Of Mice and Men» — 4:05

## Участники записи
- Дэйв Мастейн — соло-гитара, вокал
- Крис Поланд1 — соло-гитара
- Джимми Ли Слоас1 — бас-гитара
- Винни Колаюта1 — барабаны
- Глен Дровер: гитара²
- Джеймс Макдонау: бас-гитара²
- Шон Дровер: барабаны, перкуссия²

(1) участвовали в записи

(2) сняты в видеоклипе